# Сераковиці-Праві
Сераковиці-Праві (пол. Sierakowice Prawe) — село в Польщі, у гміні Скерневиці Скерневицького повіту Лодзинського воєводства.
Населення — 651 особа (2011).
У 1975—1998 роках село належало до Скерневицького воєводства.

## Демографія
Демографічна структура станом на 31 березня 2011 року:
|          | Загалом | Допрацездатний вік | Працездатний вік | Постпрацездатний вік |
| -------- | ------- | ------------------ | ---------------- | -------------------- |
| Чоловіки | 328     | 71                 | 220              | 37                   |
| Жінки    | 323     | 72                 | 177              | 74                   |
| Разом    | 651     | 143                | 397              | 111                  |